# Registr práv a povinností
Registr práv a povinností (dále RPP, přesně: základní registr agend, orgánů veřejné moci, soukromoprávních uživatelů údajů a některých práv a povinností) je jeden ze čtyř základních registrů České republiky. Jde o evidenci (ISVS) podle zákona 111/2009 Sb. RPP je autorita pro řízení přístupu uživatelů k údajům v registrech a agendových informačních systémech.

## Datový obsah
RPP obsahuje referenční údaje 
- agend (všechny agendy veřejné správy jsou spolu s legislativním ukotvením zapsány právě v RPP, a to včetně definice OVM v agendách působícího)[2][3],
- orgánů veřejné moci,
- soukromoprávních uživatelů údajů a
- práv a povinností fyzických a právnických osob, pokud jsou údaje o nich vedeny v základních registrech. To se týká také práv a povinností osob ve vztahu k rozhodnutím orgánů veřejné moci.

Soukromoprávní uživatel údajů je typicky komerční firma (banka apod.), která je podle nějakého právního předpisu oprávněna využívat vybrané údaje ze základního registru nebo z agendového IS.

## Informační systém
V tendru na RPP zvítězila společnost Asseco Central Europe, a. s. za cenu 500 mil. Kč včetně DPH.
RPP byl spuštěn 1. 7. 2012.
Správcem registru práv a povinností je Ministerstvo vnitra, registr provozuje Správa základních registrů.

### Funkcionalita aplikace
- Pro RPP je podstatná řídící funkce. Každá osoba má v zaregistrovaných agendách určité přístupové role. Přístup této osoby k agendovým IS je řízen takzvanou maticí oprávnění.
- Další funkcí je evidování referenčních a provozních údajů uvedených v zákoně.
- Důležité je také zobrazení a export předdefinovaných reportů (uživatel může upravit vybrané parametry) s údaji z RPP.[7]
- Modelování procesů veřejné správy, evidence provozních údajů a další funkcionality.

## Vkládání dat
Režim vkládání dat je společný pro všechny základní registry. Editorem některých údajů je Ministerstvo vnitra, u dalších údajů ohlašovatel agendy, což je některý ústřední správní úřad. 
Editační aplikace se označují jako AIS Působnostní, AIS RPP editační, AIS RPP speciální. Aby mohl editovat, orgán veřejné moci oznámí Ministerstvu vnitra vykonávání agendy a vnitro provede jeho registraci. 
Datový obsah registru specifikuje přímo zákon 111/2009 Sb.

## Výpis dat
Údaje z RPP jsou přístupné všem typům orgánů veřejné moci, které tak mohou využít i napojení na Registr obyvatel, agendový IS evidence obyvatel a agendový IS cizinců. 
Subjekt údajů může o poskytnutí "svých" údajů z RPP požádat na kontaktním místě veřejné správy. Na žádost subjektu údajů mohou být z registru práv a povinností poskytnuty určené údaje i jiné fyzické nebo právnické osobě. Osoby, které  mají zřízenou datovou schránku, dostanou automaticky jednou ročně výpis oznamující kdo, kdy a za jakým účelem data o nich vedená v ZR měnil nebo upravoval (digitální stopa). Soukromoprávní uživatel údajů může mít, podle své definice, přístup i k údajům jiných osob v rozsahu podle svého oprávnění.
Aplikace AIS Působnostní má veřejnou část obsahující Katalog ISVS, přehled agend platných k danému dni a další.
Referenční údaje o orgánu veřejné moci, o agendě a o soukromoprávním uživateli údajů jsou veřejně přístupné způsobem umožňujícím dálkový přístup.
V roce 2020 zákon pojmenoval podobné údaje jako Katalog služeb, specifikoval digitální službu a digitální úkon. Vláda ČR dostala 12 měsíců na harmonogram digitalizace těchto služeb.
Vznikl takzvaný Katalog služeb VS.
V registru nejsou vedeny utajované informace.

## Význam a kritika
Kdykoliv se někdo pokusí získat ze základních registrů nějaký údaj, nebo ho dokonce změnit, bude RPP posuzovat, zda to je dovolené a zda na to dotyčný má právo ze zákona.
V listopadu 2015 provedlo Ministerstvo financí na žádost EU audit RPP. Bylo zjištěno, že výběrové řízení mělo diskriminačně nastavené technické požadavky. Musela být vrácena dotace 25 mil. Kč.
Procesy RPP jsou tak složité, že pouze registrace již provedené změny agendy trvá i několik let a obsahuje asi 50 úkonů.